# Juan Carlos Martín Corral
Juan Carlos Martín Corral   (Guadalajara, 20 de gener de 1988), conegut com a Juan Carlos, és un futbolista professional castellanomanxec que juga pel Girona FC com a porter.

## Carrera esportiva
Juan Carlos va debutar com a sènior amb el CD Guadalajara la temporada 2004–05 a la tercera divisió. El 26 de juliol de 2005 va fitxar pel Rayo Vallecano, tornant així al sistema juvenil.
Juan Carlos fou promocionat al Rayo Vallecano B l'estiu de 2007, i hi va jugar regularment a la segona B. El 5 de juny de 2011 va jugar el seu primer partit com a professional, jugant com a titular en una derrota a casa per 2 a 3 contra el FC Barcelona B a la segona divisió.
El 4 de juliol, com que no s'hi comptava, Juan Carlos va marxar a l'Hèrcules CF, també de segona divisió. El 2 de juliol de 2013 va signar pel Córdoba CF, després de refusar una renovació de contracte amb els valencians.
Juan Carlos va jugar 15 partits a la seva temporada de debut, en la qual els andalusos varen assolir tornar a La Liga després d'una absència de 42 anys. Va debutar a la competició el 25 d'agost de 2014, jugant com a titular en una derrota per 0 a 2 a fora contra el Reial Madrid CF.
El 6 d'agost de 2015 Juan Carlos va tornar al seu primer club, el Rayo, amb un contracte per dos anys. El 23 de juliol de l'any següent, després que el seu equip baixés de categoria, va signar contracte de dos anys amb l'Elx CF.
El 28 de juny de 2017, després que l'equip baixés de categoria, Juan Carlos va signar per dos anys amb el CD Lugo també de segona. El 20 de gener de 2018, dia del seu 30è aniversari, va fer un gol des del seu propi camp en una victòria per 3–1 a casa contra l'Sporting de Gijón.
El 25 de juny de 2019, Juan Carlos signà contracte per dos anys amb el Girona FC, acabat de descendir a segona.